# 総務警察
総務警察（そうむけいさつ）とは、警察組織の広報活動を図るものである。公共の安全と秩序の維持を目的とする警察作用で、即ち暴力主義的破壊活動等により社会体制そのものを破壊したり、国益を侵害する行為を取締り、またはその予防を図る警備警察、犯罪捜査・予防を行う刑事警察、交通取り締まりや事故防止活動を行う交通警察、地域の安全を行う地域警察、市民生活の安全を行う生活安全警察、庶務を行う警務警察、暴力団などの組織犯罪取締りを行う組織犯罪対策警察に対しこのように呼ばれる。
総務警察が所管する主たる警察活動は、総務、多岐の雑務に渡る。世間一般の民間企業におけるの総務と同じく、警察組織の総務業務を担当する部門（総務部）。
日本警察は民間企業でいえば国内有数の最大手大企業にも勝る巨大な組織である為、組織の運営上、警務警察のみに警察事務全般を担当させるのではあまりに負担が大きいので、警務警察で取り扱わない広範な業務を担当し警務警察を補助する役割も持つ。